# Tropidion nordestinum
Tropidion nordestinum är en skalbaggsart som först beskrevs av Martins 1962.  Tropidion nordestinum ingår i släktet Tropidion och familjen långhorningar. Inga underarter finns listade i Catalogue of Life.